# Soto de Valdeón
Soto de Valdeón ( en leonés, Sotu de Valdión) es una localidad del municipio leonés de Posada de Valdeón, en la Comunidad Autónoma de Castilla y León. Se encuentra a unos dos kilómetros de Posada de Valdeón a orillas del río Cares. Comparte parroquia con Caldevilla, la iglesia de San Pedro Advíncula que se sitúa en el centro del pueblo. San Pedro es el patrón al que se le rinde tributo en las fiestas de verano.
En Soto se encuentra la ermita de la Virgen Blanca (ahora bajo la advocación del Carmen) conocida en el Valle como La Capilla, data del siglo XVI.
Lo más destacado en esta población, es que posee los hórreos más antiguos construidos a dos aguas y con los tablones en sentido horizontal, en concreto podemos encontrar 17 hórreos.
Soto cuenta con un molino, el cual es especialmente evocador por sus paredes de piedra vieja y canto de río.

## Localidades limítrofes
Confina con las siguientes localidades:
- Al noreste con Posada de Valdeón.
- Al este con Prada de Valdeón.
- Al suroeste con Caldevilla de Valdeón.

## Demografía
Evolución de la población
| Gráfica de evolución demográfica de Soto de Valdeón entre 2000 y 2017 |
|                                                                       |
| Población de derecho (2000-2017) según el padrón municipal del INE    |

## Historia
Así se describe a en el tomo XIV del Diccionario geográfico-estadístico-histórico de España y sus posesiones de Ultramar, obra impulsada por Pascual Madoz a mediados del siglo XIX:

Lugar en la provincia y diócesis de León (16 leguas), partido judicial de Riaño (4), audiencia territorial y capitanía general de Valladolid (30), ayuntamiento de Posada; Situado en un valle de muy corta extensión; su clima es frío; sus enfermedades más comunes pulmonías e hidropesía. Tiene 33 casas, escuela de primeras letras dotada con 400 reales a que asisten 47 niños de ambos sexos; iglesia parroquial (San Pedro Advíncula) matriz de Caldevilla, servida por un cura de primer ascenso y presentación de Su Majestad en los meses apostólicos, y en los ordinarios del arcediano de Mayorga, y buenas y abundantes aguas potables. Confina con Cuenabres, Oseja, Posada, y las montañas de Asturias. El terreno es bastante fértil, y de regadío en parte por las aguas del río que después toma el nombre de Cares. Los caminos son locales y medianos; recibe la correspondencia de Burón. Producciones: granos, patatas, legumbres, lino y pastos; cría ganados, caza mayor y menor y pesca de truchas. Industria: corte de maderas y construcción de aperos para la labranza que llevan a Castilla, retornando pan, vino y otros artículos de consumo. Población: 40 vecinos, 160 almas. Contribución: con el ayuntamiento.
Diccionario geográfico-estadístico-histórico de España y sus posesiones de Ultramar